# 타파 (에스토니아)

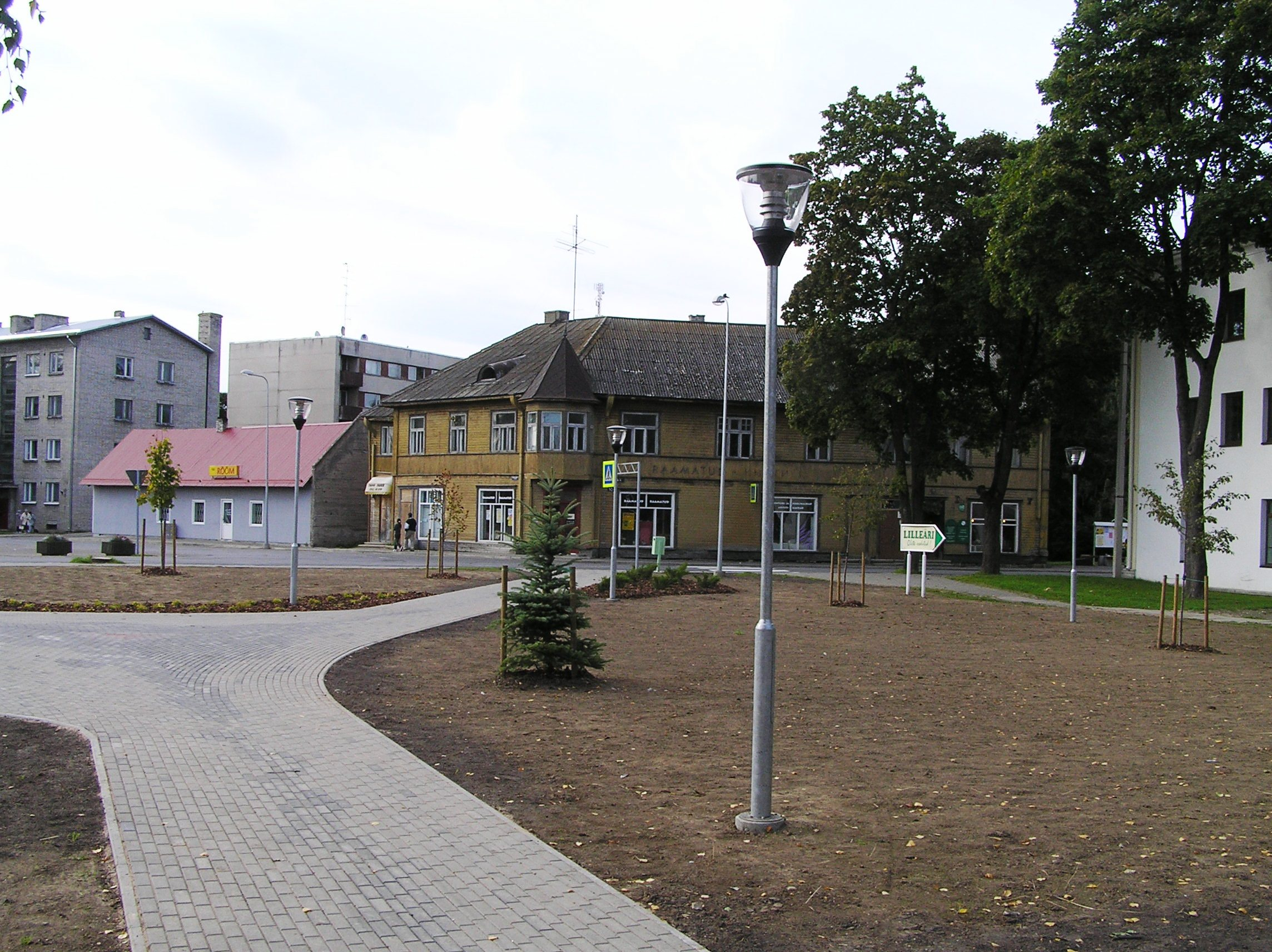
타파 시가지

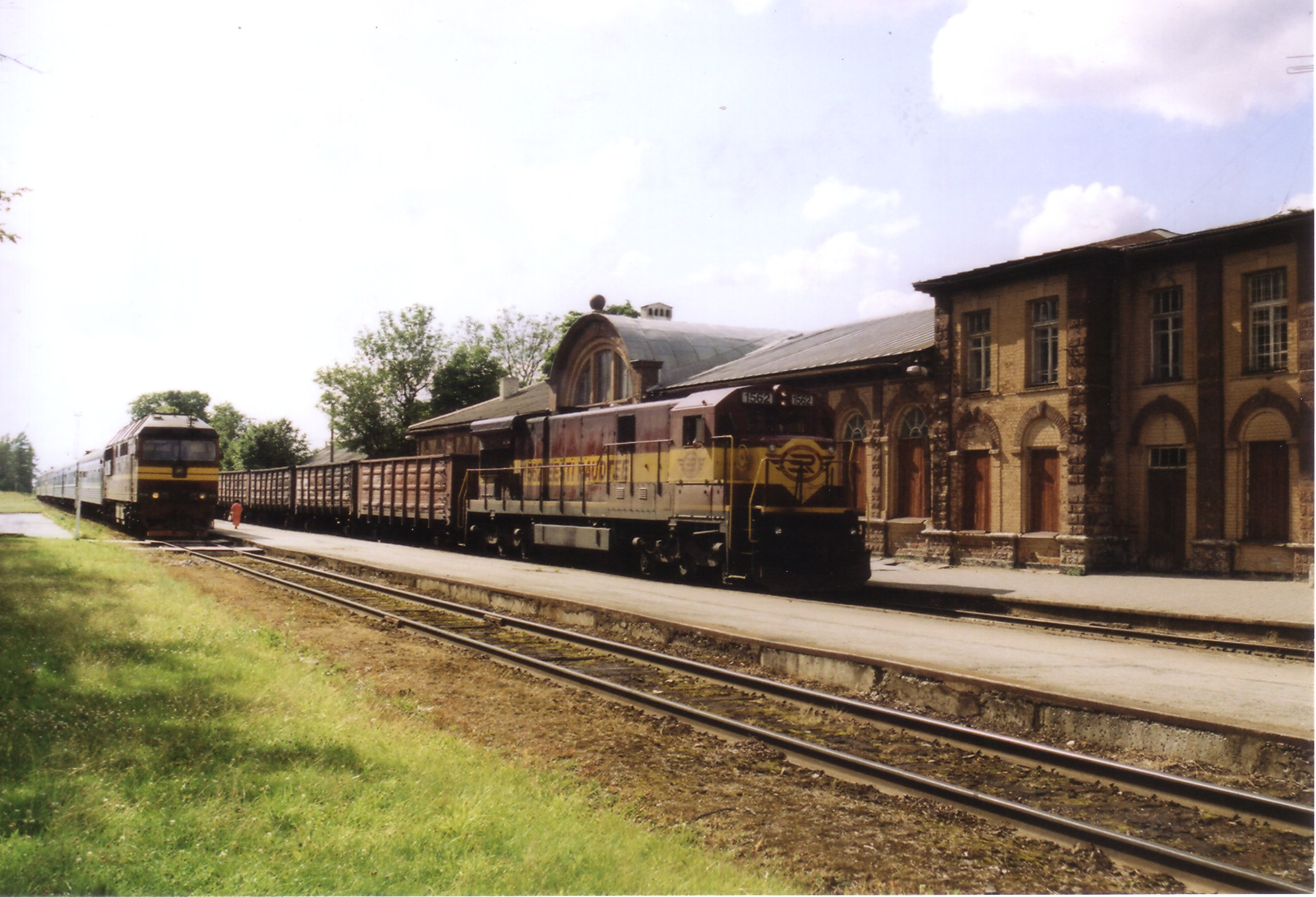
타파 철도역

타파(에스토니아어: Tapa)는 에스토니아 북부에 위치한 래네비루주의 도시로 면적은 17.32km2, 인구는 5,896명(2013년 1월 1일 기준), 인구 밀도는 340명/km2이다. 탈린-나르바 철도(에스토니아의 동서를 연결함)와 탈린-타르투-발가(에스토니아의 남북을 연결함) 철도가 만나는 지점에 위치한다.

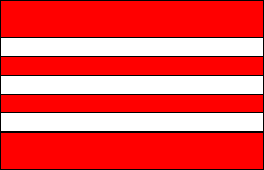
시기
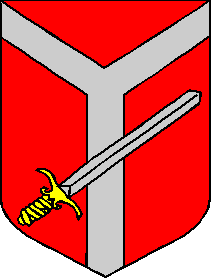
시 문장